# (1286) Banachiewicza
(1286) Banachiewicza ist ein Asteroid des Hauptgürtels, der am 25. August 1933 vom belgischen Astronomen Sylvain Julien Victor Arend in Ukkel entdeckt wurde.
Der Name des Asteroiden erinnert an den polnischen Astronomen und Direktor des Krakauer Observatoriums, Tadeusz Banachiewicz.